# Conseil de Transition (Haiti)

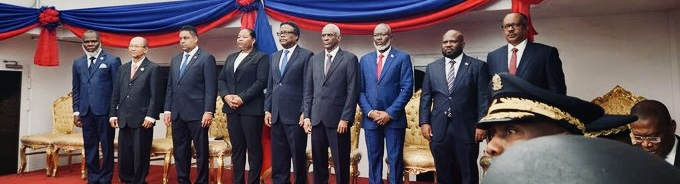
Conseil de Transition (25. April 2024 nach der Eidesleistung)

Die Bildung eines Conseil de Transition (häufig Conseil Présidentiel oder Conseil Présidentiel de Transition, CPT, genannt) wurde am 11. März 2024 bei einem Treffen der Karibischen Gemeinschaft CARICOM im Beisein von US-Außenminister Blinken in Kingston (Jamaika) beschlossen, um die Krise in Haiti nach dem Rücktritt des Übergangsregierungschefs Henry zu bewältigen.
Nach einem Jahr seiner Arbeit stellten Beobachter fest, dass der CPT keinerlei Fortschritte in Fragen der Sicherheit und Erlangung von Stabilität im Land erreicht habe. Im Juni 2025 kam es zum offenen Konflikt innerhalb des CPT, womit seine Arbeitsfähigkeit nicht mehr gegeben war.

## Entstehung
Die Mitgliedstaaten der Karibischen Gemeinschaft CARICOM kamen am 11. März 2024 in Kingston, Jamaika, zu einer Sondersitzung auf Ebene der Regierungschefs zusammen, um die Diskussionen über die Unterstützung für Haiti und das weitere Vorgehen in Bezug auf die haitianische Regierungsführung voranzutreiben.
Die Leitung hatte der Präsident von Guyana, Irfaan Ali, der turnusmäßig den Vorsitz in der CARICOM ausübt. Eingeladen waren auch die wichtigsten internationalen Entwicklungspartner Haitis. So nahm der amerikanische Außenminister Blinken ebenfalls teil.
Haiti war nicht unmittelbar vertreten. Der amtierende Übergangsregierungschef Ariel Henry, der wegen der Schließung des Flughafens von Port-au-Prince nicht in sein Land zurückkehren konnte und sich in Puerto Rico aufhielt, verbreitete seine Bereitschaft zum Rücktritt über Facebook.
Das Treffen endete mit folgenden Beschlüssen:
- Ein Übergangsrat (Conseil de Transition) wird nach festgelegten Kriterien gebildet, seine Funktion und seine Zusammensetzung werden definiert.
- Als Kriterien gelten, dass Mitglieder des Übergangsrats erklären müssen, bei den nächsten abzuhaltenden Wahlen nicht selbst zu kandidieren; sie dürfen ferner keine verurteilten Straftäter sein und es darf keine noch nicht entschiedene Anklage gegen sie erhoben sein.
- Die Funktion des Rats ist es, einen Premierminister zu ernennen und gemeinsam mit diesem eine Regierung zu bilden, einen unabhängigen Wahlrat (Conseil Èlectoral Permanent; CEP) einzusetzen, einen nationalen Sicherheitsrat zu schaffen und die Beziehungen zu Kenia in Bezug auf die Multinationale Sicherheitsunterstützungsmission fortzusetzen.
- Die Mitglieder werden entsandt von:[3]
  1. Le Collectif des Partis Politiques du 30 Janvier (die „Parteien des 30. Januar“)
  2. L’Accord du 30 août dit Accord de Montana (die Beteiligten am Accord de Montana)
  3. L’Accord du 21 Décembre (die Beteiligten am „Accord du 21 Décembre“)
  4. Le Regroupement EDE \ RED et Alliés (das Parteienbündnis EDE / RED)
  5. Le Parti Fanmi Lavalas (die Partei Fanmi Lavalas)
  6. Le Parti Pitit Desalin (die Partei Pitit Desalin)
  7. Le Secteur Privé des Affaires (der private Sektor der Wirtschaft)

Ferner gehören dem Rat zwei Beobachter ohne Stimmrecht an. Allgemein ist von „neun Mitgliedern“ die Rede.
Mit Veröffentlichung eines Dekrets der verbliebenen Rumpfregierung Henry wurde der Rat am 12. April 2024 förmlich eingesetzt. Die Amtszeit wurde darin bis 7. Februar 2026 festgelegt. Die Mitglieder des Rats wurden damit nicht bestätigt, da die Rumpfregierung sich die Prüfung der persönlichen Voraussetzungen für die Funktion nach Artikel 135 der Verfassung Haitis vorbehielt.
Am 14. April erfolgte die Ablehnung der dekretierten Regelung durch die neun am Übergangsrat beteiligten Gruppierungen. Sie machten geltend, dass die Rumpfregierung erhebliche Änderungen an dem seit dem 11. März ausgehandelten „großen Kompromiss“ vorgenommen habe. Gleichwohl veröffentlichte die Rumpfregierung am 16. April im Amtsblatt „Le Moniteur“ die Namen der sieben nominierten Mitglieder und zwei Beobachter, so dass der Übergangsrat damit auch personell gebildet, beschlossen und verkündet war.
Am frühen Morgen des 25. April 2024 kamen die sieben Mitglieder und zwei Beobachter des Übergangsrat im Palais national zur Eidesleistung zusammen. Gleichzeitig trat Ariel Henry offiziell als Premierminister zurück und berief per Dekret Michel Patrick Boisvert als Übergangsnachfolger.

## Mitglieder des Rats

### Partis Politiques du 30 Janvier
Die Partis Politiques du 30 Janvier bilden eine Gruppe von Parteien in Haiti, die sich mit einer Erklärung vom 30. Januar 2023 dafür ausgesprochen haben, der Krise im Land durch Annahme von Hilfe des Auslands, Einsetzung einer neuen, demokratisch legitimierten Regierung und aktiven Einschreitens gegen Kriminalität durch die staatlichen Stellen Herr zu werden.
Dem Parteienbündnis gehören an:
- MOPOD (Mouvement Patriotique de l’Opposition Démocratique),
- UNIR (Union nationale pour l’intégrité et la réconciliation),
- PHTK (Parti Haïtien Tèt Kale; politische Plattform der Präsidenten Martelly und Moïse),
- LAPEH (Ligue Alternative pour le Progrès et L’Émancipation Haïtienne; mittel-links, Plattform von Jude Célestin, von der INITÉ abgespalten),
- OPL (Organisation du Peuple en Lutte; Abspaltung von der Lavalas, seit Ende der 1990er an Bedeutung verloren, jedoch feste Größe im Parteienspektrum).
- Pitit Desalin (Platfòm Pitit Desalin; Bewegung des Oppositionsführers Jean-Charles Moïse) und
- GREH (Grand rassemblement pour l’évolution d’Haïti; Plattform von Himmler Rebu).

Die Gewalttaten der Banden müssen nach Meinung der Gruppe bestraft werden, zur Stärkung der Police National (PNH) müsse ausländische Hilfe akzeptiert werden.
Die Gruppierung fordert die Einsetzung einer Regierung, die der Verfassung von 1987 entspricht, um die Institutionen der Republik wiederherzustellen und ordnungsmäßige Wahlen zu organisieren.
Sie warf dem scheidenden Übergangspremier Henry vor, Verhandlungen oder Gespräche mit politischen Kräften im Land seit Monaten boykottiert zu haben.
Das Bündnis hat den früheren Senator für die OPL, Edgard Leblanc Fils, als Mitglied des Conseil de Transition nominiert.

### Accord de Montana
Der Accord de Montana (das Montana-Abkommen) ist eine Übereinkunft, die am 30. August 2021 von zahlreichen zivilgesellschaftlichen und politischen Gruppierungen in Haiti unterzeichnet wurde, um nach der Ermordung von Präsident Jovenel Moïse im Juli 2021 eine neue Übergangsregierung zu bilden. Die Parteien des Abkommens stellten sich in Opposition zur Regierung von Premierminister Ariel Henry, der de facto auch die Befugnisse des Präsidenten ausübte.
Die Vereinbarung sah unter anderem vor, dass die Parteien des Abkommens eine inoffizielle Wahl organisieren, um einen Präsidenten zu bestimmen, der das Amt in einer Übergangsperiode ausüben soll. Am 30. Januar 2022 fand dieser Wahlvorgang statt, aus dem neben einem Übergangspräsidenten auch ein interimistischer Premierminister hervorging; beide konnten wegen der Weigerung von Ariel Henry, die Macht abzugeben, ihre Ämter nicht antreten. Henry konnte sich auf die haitianische Verfassung, in der das gewählte Verfahren nicht vorgesehen ist, berufen.
Nominiert wurde Fritz Alphonse Jean, Mitglied der INITE und früherer Präsident der Banque de la République d'Haïti, als Mitglied des Conseil de Transition.

### Accord du 21 Décembre
Nach längeren Beratungen einigten sich eine Reihe von Parteien auf eine Vereinbarung, die die Bezeichnung „Nationaler Konsens für einen inklusiven Übergang und transparente Wahlen“ (Consensus national pour une transition inclusive et des élections transparentes) trug. Auch der amtierende Premierminister Henry unterzeichnete dieses Papier am 21. Dezember 2022, ebenso Vertreter zivilgesellschaftlicher Organisationen und Vertreter des privaten wirtschaftlichen Sektors.
Nach einer 14-monatigen Übergangszeit sollten allgemeinen Neuwahlen im Jahr 2023 stattfinden und den Amtsantritt einer neu gewählten Regierung am 7. Februar 2024 ermöglichen.
Das Abkommen sah die Einrichtung eines Hohen Übergangsrates (Haut conseil de la transition; HCT) und eines Kontrollorgans für die Regierungsarbeit (Organe de contrôle de l’action gouvernementale; OCAG) vor.
Wichtige politische Parteien haben das Abkommen jedoch nicht unterzeichnet oder lehnen es kategorisch ab, darunter Fanmi Lavalas, PHTK und OPL, die zu den zehn Parteien gehören, die bei den Präsidentschaftswahlen 2016 die meisten Stimmen erhalten hatten. Die Partei Union nationale pour l’intégrité et la réconciliation (UNIR) veröffentlichte eine Klarstellung, in der sie betonte: „Die UNIR ist der Ansicht, dass das Abkommen nicht das bietet, was für die Stabilisierung des Landes unerlässlich ist: einen inklusiven Kompromiss und einen breiten Konsens.“ Diese Parteien fanden sich einen Monat später als Partis Politiques du 30 Janvier zusammen.
Das Bündnis konnte sich zunächst nicht auf eine zu nominierende Person einigen. Sie brachten Vikerson Garnier (früherer Abgeordneter der Lavalas), Levaillant Louis-Jeune (früherer Präsident des Abgeordnetenhauses, INITE) und Charles Tardieu (früherer Bildungsminister, Verleger) als Mitglied des Conseil de Transition ins Spiel. Tardieu zog seine Kandidatur nach einem Treffen mit CARICOM-Vertretern am 15. März zurück. Schließlich wurde der frühere Senator Louis Gérald Gilles als Mitglied des Übergangsrats benannt.

### RED/EDE/Compromis Historique
Engagés pour le Développement (Engagierte für Entwicklung; EDE) / Plateforme Résistance Démocratique (Plattform des demokratischen Widerstands; RED) ist eine politische Partei, die vom ehemaligen Außenminister und kurzzeitig als Premierminister wirkenden Claude Joseph im Herbst des Jahres 2021 in den Vereinigten Staaten gegründet und in Haiti registriert wurde. Es hat die Bezeichnung „historischer Kompromiss“ in seine Bezeichnung aufgenommen.
Das Bündnis hatte zunächst die frühere Ministerin für Soziales und Arbeit (2003) und die Rechte der Frauen (2021), Marie Ghislaine Mompremier, als Mitglied des Conseil de Transition nominiert. Am 20. März wurde bekannt, dass diese durch die Botschafterin Haitis bei der UNESCO, Dominique Dupuy, ersetzt wurde. Nachdem Dupuy am 23. März ihr Mandat wegen sexueller Nötigung, Morddrohungen und Diskriminierung wegen ihres jungen Alters niedergelegt hatte, wurde der den EDE angehörige Diplomat Smith Augustin an ihrer Stelle in den Rat entsandt.
Am 26. Juli 2024 entzogen die Gremien der Gruppierung EDE Augustin das Vertrauen und forderten seine Auswechslung.

### Parti Fanmi Lavalas
Die auf Jean-Bertrand Aristide zurückgehende Partei ist seit ihrer Gründung 1991 nach wie vor eine bedeutende Kraft in der haitianischen Politik. Fanmi Lavalas behauptet, dass ihre Regierungen eine Politik des „Wachstums mit Eigenkapital“, basierend auf karibischen und westeuropäischen sozialdemokratischen Prinzipien unterstützten. Fanmi Lavalas-Regierungen haben in Bildung und Gesundheit investiert und opponierten gegen auferlegte Sparmaßnahmen des Internationalen Währungsfonds.
Die Partei hat den früheren Minister und Präsidentschaftskandidaten Leslie Voltaire als Mitglied des Conseil de Transition nominiert.

### Parti Pitit Desalin
Die Partei gründete sich am 1. Februar 2015 und ist die politische Plattform des früheren Senators Jean-Charles Moïse, dessen Namensgleichheit mit dem ermordeten Präsidenten Moïse rein zufällig ist.
Obwohl die Partei einige Jahre von schweren Flügelkämpfen beeinträchtigt wurde, spiegelt sie eine prominente Gruppe der Bevölkerung.
Sie hatte eine Teilnahme, also Entsendung eines Vertreters in den Conseil de Transition, zunächst abgelehnt. Am 20. März wurde bekanntgegeben, dass sie schließlich doch den bewährten Parteiaktivisten Emmanuel Vertilaire entsendet.

### Secteur Privé des Affaires
Die haitianischen Geschäftsleute haben sich in verschiedenen Vereinigungen zusammengeschlossen, zu denen besonders die amerikanische Handelskammer in Haiti (AMCHAM) gehört. Zu nennen sind ferner die haitianische Industrie- und Handelskammer (Chambre de commerce de l’industrie d'Haïti; CCIH), der haitianische Industrieverband (Association des industries d’Haïti, ADIH) und die französisch-haitianische Industrie- und Handelskammer (Chambre Franco-Haïtienne de Commerce et d’Industrie; CFHCI).
Der Secteur Privé hat Laurent Saint-Cyr, Präsident der haitianischen Industrie- und Handelskammer, als Mitglied des Conseil de Transition nominiert.

### Beobachter
Seitens der Zivilgesellschaft wurde Frinel Joseph (umtriebiger Aktivist in vielen Bereichen, vormals Mitglied des Wahlrats CEP), für den religiösen Bereich Régine Abraham (Agronomin, Beamte im Umweltministerium) nominiert.

## Arbeit
Der Conseil de Transition kam am 23. März 2024 erstmals zusammen.
Am 1. April 2024 beschäftigte sich erstmals das verbliebene Kabinett des zurückgetretenen Übergangspremierministers Henry mit der Zusammensetzung des Übergangsrats. Dessen Zustimmung wurde als erforderlich angesehen. Gleichzeitig kündigte der frühere Justizminister Camille Leblanc an, den obersten Gerichtshof (Cour de Cassation) mit der Frage anzurufen, ob die Einrichtung des Übergangsrats mit der Verfassung Haitis von 1987 vereinbar sei. Der frühere Senator und Rechtsanwalt Samuel Madistin bezeichnete das Gremium als illegal.
Das Restkabinett stimmte dem Übergangsrat am 3. April zu. Allerdings wurde einen Tag später bekannt, dass ein Dekret, das die Zustimmung bekanntmachen sollte, erneuten Änderungen anheimgestellt werden sollte.
Am Abend des 5. April 2024 veröffentlichten die Mitglieder des Rats eine Einigung, die auch konform mit dem Dekret der Rumpfregierung sei. Als Ziele der Arbeit des Rats wurden aufgezählt: „Wiederherstellung der öffentlichen Sicherheit; Organisation der Nationalkonferenz und der Verfassungsreform; Durchführung allgemeiner demokratischer, glaubwürdiger und partizipativer Wahlen; Wiederherstellung von Justiz und Rechtsstaatlichkeit; institutioneller und wirtschaftlicher Wiederaufbau.“ Am 8. April wurden der Text der politischen Einigung des Rats und der Entwurf des Dekrets der Rumpfregierung einvernehmlich bekanntgegeben. In der Öffentlichkeit wurde kritisiert, dass sich die Gremien einseitig Rechte gesichert und Teile der Verfassung außer Kraft gesetzt hätten.
Am 18. April 2024 nahm das offiziell eingesetzte Gremium seine Arbeit auf. Es traf sich mit dem interimistisch als Premierminister agierenden Michel Patrick Boisvert und dem Generaldirektor der Police nationale d’Haiti, Frantz Elbé.
Der frühere Senator Edgard Leblanc Fils wurde auf der konstituierenden Sitzung des CPT am 30. April 2024 zu dessen Präsident bestimmt. Die Entscheidung fiel nicht durch eine Wahl unter den sieben Mitgliedern des Rats, sondern indem sich vier der sieben Mitglieder auf den Präsidenten einigten und dieses Ergebnis bekanntgaben. In derselben Sitzung wurde Fritz Bélizaire, früherer Minister für Jugend und Sport, als Übergangspremierminister nominiert. Dies wurde jedoch umgehend als nicht vereinbar mit der am 5. April veröffentlichten Einigung unter anderem von dem Vertreter der Fanmi Lavalas angefochten.
Anfang Mai manifestierte sich die Spaltung des Übergangsrats. Leslie Voltaire (Fanmi Lavalas), Fritz Alphonse Jean (Accord de Montana) und Laurent Saint-Cyr (Wirtschaft) waren bei den Entscheidungen des 30. April von den anderen vier Ratsmitgliedern mit deren Beschlüssen konfrontiert worden, was sie als Bruch der Vereinbarung vom 3. April interpretierten. Sie forderten am 2. Mai ein Treffen mit Vertretern der CARICOM. Fritz Alphonse Jean sprach sich ferner dafür aus, dass Entscheidungen des Übergangsrats mit qualifizierter Mehrheit (5 oder 6 Stimmen der 7 Mitglieder) getroffen werden sollten. Louis Gérald Gilles, Vertreter des Accord du 21 Décembre, räumte ein, dass bei den ersten Entscheidungen des Gremiums Fehler gemacht wurden.
Am 7. Mai revidierte der Übergangsrat seine bisherigen Entscheidungen. Der Vorsitz im Conseil de Transition soll demnach in 5-monatig rotierendem Turnus zwischen Edgard Leblanc Fils, Smith Augustin, Fritz Alphonse Jean, Louis Gérald Gilles und Leslie Voltaire aufgeteilt werden. Künftige Entscheidungen sollen mit einer qualifizierten Mehrheit von 5 der 7 vorhandenen Stimmen getroffen werden, sofern kein Konsens besteht. Die Nominierung von Fritz Belizaire als künftiger Premierminister wurde damit aufgehoben.
Gewalt und Bandenterror gingen ungeachtet der Beratungen des Übergangsrats und des Rücktritts von Premierminister Henry weiter. Am 11. Mai 2024 wurde gemeldet, dass Gressier in die Hände bewaffneter krimineller Banden gefallen sei und von diesen für einen Tag kontrolliert wurde.
Am 21. Mai endete die Abgabefrist der Bewerbungen für das Amt des Premierministers. Nachdem die Nominierung von Fritz Belizaire gescheitert war, hatte der Übergangsrat das Amt öffentlich ausgeschrieben. Rund 60 Bewerbungen gingen ein. Der CPT beabsichtigte daraufhin, nach Prüfung der formalen Gültigkeit innerhalb weniger Tage im Konsens oder mit einer Mehrheit von fünf der sieben Mitglieder den neuen Regierungschef zu benennen.
Die Wahl fiel am 28. Mai auf Garry Conille, für den sich die sechs anwesenden Mitglieder des CPT aussprachen. Laurent Saint-Cyr war bei der Abstimmung nicht zugegen. Am 11. Juni stellte Conille sein Kabinett vor, dessen Zusammensetzung am selben Tag im Amtsblatt Le Moniteur veröffentlicht wurde. Die offizielle Amtseinführung der Regierung folgte am 12. Juni 2024.
Im Juli 2024 wandte sich der CPT der Vorbereitung von Wahlen zu. Während eine Umfrage ergab, dass 93 Prozent der Haitianer kein Vertrauen in den provisorischen Wahlrat (CEP) haben, machte sich der CPT daran, Mitglieder für die Neubildung dieses Gremiums zu finden.
Am 7. März 2025 löste Fritz Alphonse Jean vom Accord de Montana turnusmäßig Leslie Voltaire als Vorsitzenden des CPT und wurde damit faktisch Staatsoberhaupt Haitis. Seine Aufgabenerledigung geriet im Juni 2025 in das Kreuzfeuer der Kritik. Sein Amt wurde in den Medien nun als Koordinator des CPT bezeichnet. Besonders im Bereich der Diplomatie wurden ihm Personalentscheidungen vorgeworfen, die nicht an Qualifikation orientiert gewesen seien.
Ende Juni 2025 versuchte Fritz Jean, eine gemeinsame Sitzung des CPT mit dem Kabinett einzuberufen. Da sein Ansinnen nicht mit dem notwendigen Quorum von fünf Mitgliedern beschlossen war, wiesen Louis Gérald Gilles, Smith Augustin und Emmanuel Vertilaire öffentlich darauf hin, dass der Vorsitzende die Regeln des Gremiums breche.
Am 7. August 2025 rückte Laurent Saint-Cyr, Präsident der haitianischen Industrie- und Handelskammer, an die Spitze des Übergangsrats nach. Das Amt wurde allgemein inzwischen „Koordinator “genannt.

## Korruptionsskandal
Ende Juli 2024 wurden Vorwürfe der Vorteilsannahme gegen Louis Gérald Gilles (Accord du 21 Décembre), Smith Augustin (RED/EDE) und Emmanuel Vertilaire (Parti Pitit Desalin) laut. Aktiv beteiligt war der Präsident der Banque Nationale de Crédit (BNC). 
Laut offiziellem Abschlussbericht der Untersuchungen der Korruptionsbekämpfungsbehörde (Unité de lutte contre la corruption; ULCC) hatte sich Folgendes zugetragen:
Raoul Pierre-Louis, Präsident der BNC, hatte am 25. Mai 2024 im Royal Oasis Hotel in Pétionville auf dessen Initiative den Louis Gérald Gilles getroffen. In einem Gästezimmer, das gemeinsam aufgesucht wurde, warteten bereits Smith Augustin und Emmanuel Vertilaire. Sie forderten 100 Mio. Gourdes (rund 650.000 Euro) von Pierre-Louis, um dessen Position an der Spitze der Bank zu sichern. Pierre-Louis entgegnete, nicht über einen solchen Betrag zu verfügen und bot ersatzweise Darlehen seiner Bank oder Kreditkarten mit einem Verfügungslimit von bis zu 20.000 US-Dollar an. Ein solches Limit lag weit über den üblichen Konditionen der Bank und wurde von Pierre-Louis persönlich genehmigt. Dieser verpflichtete sich auch, die Rückzahlung der auflaufenden Salden der Kartenkonten zu übernehmen.
Die drei Mitglieder des Übergangsrats akzeptierten die Kreditkarten und setzten sie bis August 2024 in Haiti und in Florida ein: Smith Augustin setzte  872.000 Gourdes (rund 5.700 Euro) um, Louis Gérald Gilles 1.072.000 Gourdes (rund 7.000 Euro) und Emmanuel Vertilaire 1.078.000 Gourdes (rund 7.100 Euro). Mit beteiligt war ein Gewährsmann namens Lonick Léandre, ein früherer Mitarbeiter der Botschaft Haitis in der Dominikanischen Republik und Vertrauter des früheren Diplomaten Smith Augustin. Er war ebenfalls mit einer Kreditkarte ausgestattet und verausgabte in Hait und dem Vereinigten Königreich 547.000 Gourdes (rund 3.600 Euro).
Der BNC Präsident Pierre-Louis offenbarte sich im Herbst 2024 aus unbekannten Gründen gegenüber der ULCC und der Fall wurde von den Strafverfolgungsbehörden untersucht.
Die Affäre zog sich im Ermittlungsstadium über einen Monat hin und führte zur zeitweiligen Arbeitsunfähigkeit des Gremiums. Zunächst sollten als Konsequenz Smith Augustin und Louis Gérald Gilles als Mitglieder des CPT ausgewechselt werden. Trotz Drucks aus der internationalen Gemeinschaft und deutlicher Kritik aus der haitianischen politischen Szene wurden Louis Gérald Gilles, Emmanuel Vertilaire und Smith Augustin vom Übergangsrat selbst Ende November als Mitglieder bestätigt. Gleichwohl verfügte das zuständige Gericht die Vorladung der Beschuldigten. Das dieserhalben angerufene Appellationsgericht (Cour d’appel de Port-au-Prince) hob die Vorladungen unter Hinweis auf die ausgeübten Ämter der Beklagten am 19. Februar 2025 auf und beendete damit die weitere juristische Verfolgung der Sache.

## Kritik
Nach einem Jahr seiner Arbeit stellten Beobachter fest, dass der CPT keinerlei Fortschritte in Fragen der Sicherheit und Erlangung von Stabilität im Land erreicht habe. Die Übergabe der Exekutivgewalt an eine demokratisch gewählte Regierung zum vorgesehenen Termin (7. Februar 2026) sei praktisch unmöglich geworden. Der CPT habe nicht verstanden, dass er den Eindruck in der Bevölkerung, alle Politiker seien gleich (schlecht), Lügen strafen muss.

„Le désastre absolu que le CPT n’a pas su conjurer est bien planté. Le désastre a une odeur, celle de cadavres profanés, abandonnés aux chiens.“

„Die absolute Katastrophe, die der CPT nicht abwenden konnte, ist vorgezeichnet. Die Katastrophe hat einen Geruch, nämlich den von geschändeten Leichen, die den Hunden überlassen wurden.“